# Бандитача (Витербо)
Бандитача је насеље у Италији у округу Витербо, региону Лацио.
Према процени из 2011. у насељу је живело 200 становника. Насеље се налази на надморској висини од 198 м.